# Szkoła propagandystów ROA w Dabendorfie
Szkoła propagandystów ROA w Dabendorfie – ośrodek szkoleniowy o charakterze propagandowym Rosyjskiej Armii Wyzwoleńczej (ROA) szkolący Rosjan w służbie niemieckiej podczas II wojny światowej.
Na bazie dotychczasowych zespołów propagandowych w obozach jenieckich w Wustrau i Wullhalde w lutym 1943 r. w miejscowości Dabendorf pod Berlinem został utworzony specjalny ośrodek szkoleniowy ROA, w ramach którego szkolono tzw. propagandystów. Jego oficjalna nazwa brzmiała Ochotniczy Wschodni Oddział Propagandy Specjalnego Przeznaczenia (Freiwilligen-Ost-Propaganda-Abteilung zur besonderen Verwendung). Komendantem był Niemiec urodzony w Rosji kpt. Wilfried Strik-Strikfeldt, jeden z najbliższych współpracowników gen. Andrieja Własowa.
Kadra niemiecka obejmowała 21 oficerów. Dowódcą kursów propagandowych ze strony ROA od marca 1943 r. był gen. Iwan Błagowieszczenski. Ponadto w Dabendorfie służyło 8 b. generałów sowieckich oraz 60 oficerów niższych stopni. Pod względem organizacyjnym kursanci byli zorganizowani w batalion szkoleniowy w składzie pięciu kompanii. Oficjalnie byli uwolnieni z niewoli, posiadając status żołnierzy ROA. Po ukończeniu szkolenia rozdzielano ich pomiędzy poszczególne tzw. wschodnie oddziały wojskowe lub działali na okupowanych obszarach ZSRR. Przy sztabach niemieckich dywizji istniały tzw. rosyjskie zespoły propagandowe, składające się z 1 oficera, 4 podoficerów i 20 szeregowców, których członkowie prowadzili działalność propagandową w obozach jenieckich i obozach pracy. Kursanci, jak też rosyjska kadra ośrodka stanowili oficerską rezerwę ROA. Do listopada 1944 r. kursy propagandystów w Dabendorfie ukończyło ogółem ok. 5 tys. osób.
Wiosną 1944 r. powstała filia ośrodka w Rydze, której komendantem od czerwca tego roku był ppłk Władimir Pozdniakow. W ramach ośrodka w Dabendorfie istniały też redakcje pism „Zarja” i „Dobrowoliec”, przeznaczonych dla jeńców wojennych z Armii Czerwonej, robotników i osób cywilnych pochodzących z ZSRR.
W kwietniu 1943 r. w szkole odbyła się 1 Antybolszewicka Konferencja Jeńców Dowódców i Żołnierzy Armii Czerwonej, którzy wstąpili w Szeregi Rosyjskiego Ruchu Wyzwoleńczego.